# フィンランド人の一覧
フィンランド人の一覧（フィンランドじんのいちらん）は、フィンランド出身者、フィンランド国籍を持つ人物についての姓名を50音順に配列したものである。

## あ行
- アルヴァ・アールト - 建築家
- ヴァイノ・アールトネン (Wäinö Aaltonen)  - 画家、彫刻家
- アクセル・アイロ - 軍人
- アイノ・アクテ (Aino Ackté)  - ソプラノ歌手
- ミカエル・アグリコラ - 聖職者
- マルッティ・アハティサーリ - 大統領、ノーベル平和賞受賞者(2008)
- カレヴィ・アホ - 作曲家
- エスコ・アホ - 元首相、ノキア取締役
- ユハニ・アホ (Juhani Aho)  - ジャーナリスト、作家
- オラヴィ・アホネン (Olavi Ahonen)  - 俳優
- ヤンネ・アホネン - スキージャンプ選手
- カッレ・アホラ (Kalle Ahola)  - 歌手、俳優、ギタリスト、作詞家、作曲家、編曲者
- ペテル・アホラ (Peter Ahola)  - アイスホッケー選手
- ミカ・アホラ (Mika Ahola)  - エンデューロライダー
- ヤルッコ・アホラ (Jarkko Ahola)  - アーティスト、作曲家、歌手
- ヨウコ・アホラ (Jouko Ahola)  - 俳優
- パトリック・アントニウス (Patrik Antonius)  - ファッションモデル、ポーカー選手、テニスコーチ
- アドルフ・イーヴァル・アルヴィドソン - 詩人、歴史家。スウェーデン系
- アンティ・イコーネン - ヘヴィメタル・ミュージシャン
- イスト (Edvard Isto)  - 芸術家
- イスラヤ (Islaja)  - シンガーソングライター
- ソイレ・イソコスキ (Soile Isokoski)  - ソプラノ歌手
- ユハ・ヴァイニオ - 歌手。作詞家や作曲家としても活動し、教師としても活動していた
- ミカ・ヴァイリネン - サッカー選手
- マッティ・ヴァンハネン - 政治家、元フィンランド共和国首相（第61代）
- ニルス＝アスラク・ヴァルケアパー - 詩人、歌手。サーミ人
- ヴィレ・ヴァロ - ミュージシャン
- マルクス・ヴァンハラ - ヘヴィメタル・ミュージシャン
- タピオ・ヴィルカラ - 彫刻家、デザイナー
- イェニー・ヴィルヘルムス (Jenny Wilhelms)  - ヤァラルホーンのボーカル。スウェーデン系
- ヤンネ・ウィルマン - ヘヴィメタル・ミュージシャン
- エドヴァルト・ヴェステルマルク（エドワード・ウェスターマーク）
- エミリア・ヴオリ (Emilia Vuori)  - モデル
- エンプ・ヴオリネン - ヘヴィメタル・ミュージシャン
- マウリ・ウコンマーンアホ - ノキア・ジャパン代表取締役社長
- アルベルト・エーデルフェルト (Albert Edelfelt)  - 画家。スウェーデン系
- タイナ・エルグ（Taina Elg） - 女優
- イーダ・オールベルグ (Ida Aalberg)  - 女優
- カティ・オウティネン - 女優
- マッティ・オタラ - 電気工学者

## か行
- ヤリ・カイヌライネン - ヘヴィメタル・ミュージシャン
- アキ・カウリスマキ - 映画監督
- ミカ・カウリスマキ - 映画監督
- ニルス・カタヤイネン‐エースパイロット
- トニー・カッコ - ヘヴィメタル・ミュージシャン
- エリアス・カッツ - 陸上選手
- アクセリ・ガッレン＝カッレラ - 画家。スウェーデン系
- ヨハン・ガドリン - 化学者。スウェーデン系
- ユハ・カンクネン  - ラリードライバー
- アレクシス・キヴィ - 文学者
- マリ・キビニエミ  - 政治家・フィンランド首相
- ジョムホート・キアタディサック - キックボクサー
- レオ・キンヌネン (Leo Kinnunen)  - レーシングドライバー
- キモ・キンヌネン - 陸上選手
- ヨルマ・キンヌネン - 陸上選手
- アイノ・クーシネン - 政治家、オットー・クーシネンの妻
- オットー・クーシネン - 政治家・革命家
- ヘルッタ・クーシネン - 政治家、オットー・クーシネンの娘、ルハンカ（フィンランド語版）生まれ
- アルミ・クーセラ (Armi Kuusela)  - ミス・ユニバース
- アレクザンダー・クオファラ - ヘヴィメタル・ミュージシャン
- マティアス・クピアイネン - ヘヴィメタル・ミュージシャン
- ヤリ・クリ  - アイスホッケー選手
- ウルホ・ケッコネン - 政治家・大統領
- マウノ・コイヴィスト：政治家、元フィンランド首相、元フィンランド大統領
- トミ・コイヴサーリ - ヘヴィメタル・ミュージシャン
- アリ・コイヴネン - ヘヴィメタル・ミュージシャン
- ミッコ・コザロウィツキー (Mikko Kozarowitzky)  - レーシングドライバー
- ハッリ・コスキネン (Harri Koskinen)  - デザイナー
- ユッカ・コスキネン - ヘヴィメタル・ミュージシャン
- ペトリ・コッコ - フィギュアスケート選手
- ティモ・コティペルト - ヘヴィメタル・ミュージシャン
- ヘイキ・コバライネン - F1ドライバー
- スヴィ・コポーネン - ファッションモデル
- ペッテリ・コポネン - バスケットボール選手
- キーラ・コルピ - フィギュアスケート選手
- ハンネス・コーレマイネン - 陸上選手

## さ行
- エーロ・サーリネン - 建築家、デザイナー
- エリエル・サーリネン - 建築家、教育者
- ヤーノ・サーリネン - バイクレーサー
- ニンヤ・サラサロ (Ninja Sarasalo)  - モデル、歌手
- マッティ・サルミネン (Matti Salminen)  - バス歌手
- ミカ・サロ - F1ドライバー
- ハンヌ・シートネン - 陸上選手
- ジャン・シベリウス - 作曲家。スウェーデン系
- オイゲン・シャウマン (Eugen Schauman)  - ニコライ・ボブリコフの暗殺者。スウェーデン系
- ヒューゴ・シンベリ - 画家
- ペール・スヴィンヒュー - 政治家・首相/大統領
- マウリッツ・スティッレル - 脚本家、映画監督。スラヴ系
- アルビン・ステンロース - マラソン選手
- ユーハン・ヴィルヘルム・スネルマン - 哲学者、思想家、政治家。スウェーデン系
- ニーロ・セヴァネン - 音楽家

## た行
- ジェンニ・ダールマン (Jenni Dahlman)  - モデル
- マルッティ・タルヴェラ (Martti Talvela)  - バス歌手
- ヤッコ・タルス - ノルディック複合選手
- ヴィリオ・ツオムポ - 軍人
- ハリ・トイヴォネン - ラリードライバー、レーシングドライバー
- ヘンリ・トイヴォネン - ラリードライバー。ハリの兄
- マルクス・トイヴォネン - ヘヴィメタル・ミュージシャン
- オーレ・トーバルズ (Ole Torvalds)  - ジャーナリスト
- ニルス・トーバルズ (Nils Torvalds)  - ジャーナリスト
- リーナス・トーバルズ - コンピューターOS Linux 開発者、プログラマ。スウェーデン系
- ザカリアス・トペリウス - 歴史家、詩人。スウェーデン系
- トム・オブ・フィンランド (Tom of Finland)  - 漫画家、アーティスト
- ターヤ・トゥルネン - ヘヴィメタル・ミュージシャン
- ティモ・トルキ - ミュージシャン
- ヤンネ・トルサ - ヘヴィメタル・ミュージシャン
- ラウリ・アラン・トルニ - 軍人。英語名のラリー・ソーンも知られる。
- アリサ・ドレイ - フィギュアスケート選手

## な行
- ラウ・ナウ (Lau Nau)  - シンガーソングライター
- サウリ・ニーニスト - フィンランド大統領
- アヌ・ニエミネン - バドミントン選手
- ヴィレ・ニエミネン - アイスホッケー選手
- カイ・ニエミネン - 詩人、翻訳家
- トニ・ニエミネン - スキージャンプ選手
- ヤルコ・ニエミネン - テニス選手
- マッチ・ニッカネン - スキージャンプ選手
- ユルヨ・ニッカネン - 陸上競技選手
- エミリア・ニューストロン - ビーチバレーボール選手
- エリカ・ニューストロン - ビーチバレーボール選手
- パーヴォ・ヌルミ - 陸上競技選手
- マイラ・ヌルミ (Maila Nurmi)  - 女優
- タピオ・ヌルメラ - ノルディック複合選手
- アンッティ・ヌルメスニエミ - デザイナー、建築家
- ユッカ・ネヴァライネン - ヘヴィメタル・ミュージシャン
- アドルフ・エリク・ノルデンショルド - 鉱山学者、探検家。スウェーデン系

## は行
- オラヴィ・パーヴォライネン - 作家、詩人、随筆家、ジャーナリスト
- レニー・ハーリン - 映画監督
- マッチ・ハウタマキ - スキージャンプ選手
- アリ・バタネン - ラリー・ドライバー
- ユホ・クスティ・パーシキヴィ - 政治家・首相/大統領
- ミカ・ハッキネン - 元F1ドライバー
- サトゥ・ハッシ - 政治家、欧州議会の緑の同盟議員
- カイ・ハフト - ヘヴィメタル・ミュージシャン
- ラリン・パラスケ (Larin Paraske)  - 民族詩歌唱者
- ヤンネ・パルヴィアイネン - ヘヴィメタル・ミュージシャン
- ミッコ・ハルキン - ヘヴィメタル・ミュージシャン
- タルヤ・ハロネン  - 政治家、大統領
- ザシャリー・ヒエタラ - ヘヴィメタル・ミュージシャン
- マルコ・ヒエタラ - ヘヴィメタル・ミュージシャン
- テロ・ピトカマキ - やり投げ選手
- イリナ・ビョークランド (Irina Björklund)  - 女優
- ヨルマ・ヒュンニネン (Jorma Hynninen)  - バリトン歌手
- ロルフ・ピルヴ - ヘヴィメタル・ミュージシャン
- マルクス・ヒルヴォネン - ヘヴィメタル・ミュージシャン
- エイラ・ヒルツネン - 彫刻家
- ミッコ・ヒルボネン - ラリー・ドライバー
- サミ・ヒンカ - ヘヴィメタル・ミュージシャン
- ヘンカ・ブラックスミス - ヘヴィメタル・ミュージシャン
- カイ・フランク - デザイナー
- アールネ・ブリック - 軍人
- ヴィレ・フリマン - ヘヴィメタル・ミュージシャン
- フレドリーカ・ブレーメル - スウェーデン人の小説家
- シモ・ヘイヘ - 軍人、スナイパー
- アルント・ペクリネン (Arndt Pekurinen)  - 平和主義者
- ジェニー・ベヘマー - フィギュアスケート選手
- トピ・ヘリン - キックボクサー
- ヤーナ・ペルコネン (Jaana Pelkonen)  - モデル
- オリ・ヘルマン - ヘヴィメタル・ミュージシャン
- マッティ・ペロンパー - 俳優
- スザンナ・ポイキオ - フィギュアスケート選手
- アンネ・マリー・ポホタモ (Anne Marie Pohtamo)  - ミス・ユニバース
- バルテリ・ボッタス - F1ドライバー
- ラウリ・ポラー - ヘヴィメタル・ミュージシャン
- エサ・ホロパイネン - ヘヴィメタル・ミュージシャン
- ツォーマス・ホロパイネン - ヘヴィメタル・ミュージシャン
- ハッリ・ホルケリ - 政治家、元首相（1987年 - 1991年）

## ま行
- ヤリ・マーエンパー - ヘヴィメタル・ミュージシャン
- ジョン・マイケルソン（英語版） - 野球選手、初のMLB選手
- エイナル・マキネン - 軍人
- トミ・マキネン - ラリードライバー
- カリタ・マッティラ (Karita Mattila)  - ソプラノ歌手
- エーロ・マルカネン (Eero Markkanen)  - サッカー選手
- ラウリ・マルカネン - バスケットボール選手、NBA選手
- ツルネン・マルテイ - 日本に帰化し、政治家となった人物
- ラウリ・マルムベルグ‐軍人
- ヤリ・マンティラ - ノルディック複合選手
- カール・グスタフ・エミール・マンネルヘイム - 軍人、政治家、大統領。ドイツ系
- ソフィア・マンネルヘイム (Sophie Mannerheim)  - 看護師
- ハンヌ・ミッコラ - ラリー・ドライバー
- ヴァイノ・ミュッリュリンネ (Väinö Myllyrinne)  - フィンランド史上最も背の高い人物
- エルッキ・メラルティン - 作曲家
- アーッレ・メリカント - 作曲家。スウェーデン系
- オスカル・メリカント - 作曲家。スウェーデン系
- ハンノ・モットーラ - バスケットボール選手、初のNBA選手
- マイケル・モンロー - ミュージシャン
- ヤリ゠マティ・ラトバラ - ラリードライバー

## や行
- ユッシ・ヤースケライネン - サッカー選手
- アンネリ・ヤーテンマキ - 政治家・首相
- ウォルター・ヤコブソン - フィギュアスケート選手
- ルドビカ・ヤコブソン - フィギュアスケート選手
- トーベ・ヤンソン - 画家、作家 児童文学「ムーミン」の作者。スウェーデン系
- ペル・ウーロフ・ヤンソン - 写真家、トーベ・ヤンソンの弟。スウェーデン系
- ラルス・ヤンソン - 漫画家、小説家、トーベ・ヤンソンの末弟。スウェーデン系
- アールネ・ユーティライネン - 軍人、『モロッコの恐怖』
- イルマリ・ユーティライネン - 軍人、『無傷の撃墜王』
- カリ・ユリアンティラ - スキージャンプ選手
- コンスタ・ユルハ (Konsta Jylhä)  - フォークシンガー
- マルコ・ユリハンヌクセラ - レスリング選手
- トミ・ヨーツセン - ヘヴィメタル・ミュージシャン

## ら行
- キミ・ライコネン - F1ドライバー
- アレキシ・ライホ - ヘヴィメタル・ミュージシャン
- アールネ・ラコマー (Aarne Lakomaa)  - 航空機デザイナー
- ヤスカ・ラーチカイネン - ヘヴィメタル・ミュージシャン
- トゥオモ・ラッシーラ - ヘヴィメタル・ミュージシャン
- ローペ・ラトヴァラ - ヘヴィメタル・ミュージシャン
- スザンナ・ラハカモ - フィギュアスケート選手
- ヤンネ・ラハテラ - モーグル選手
- サンパ・ラユネン - ノルディック複合選手
- クリスティアン・ランタ - ヘヴィメタル・ミュージシャン、実業家
- ヘリ・ランタネン - 陸上競技選手
- ヤリ・リトマネン - サッカー選手
- パーヴォ・リッポネン - 政治家・首相
- リスト・ヘイキ・リュティ - 大統領
- ヤニ・リーマタイネン - ヘヴィメタル・ミュージシャン
- エリアス・リョンロート - 言語学者
- ヨハン・ルドヴィヒ・ルーネベルイ - 作家、詩人、作曲家。スウェーデン系
- アルヴィ・リンド (Arvi Lind)  - ニュースキャスター
- ペトリ・リンドロス - ヘヴィメタル・ミュージシャン
- J.J.レート - 元F1ドライバー
- エリサベト・レーン - 政治家
- リーカ・レトネン - バレーボール選手
- ラウラ・レピスト - フィギュアスケート選手
- ケケ・ロズベルグ - 元F1ドライバー。スウェーデン系
- アイノ・ロヒコスキ（フィンランド語版） (Aino Lohikoski)  - 女優
- テウヴォ・ロマン - フィギュアスケート選手

## わ行
- ミカ・ワルタリ - 作家
- カール・ワルデン - 軍人
- タピオ・ヴィルカラ - デザイナー

## 在外
- キリル・ラックスマン（ラクスマン、エリク） - 博物学者。スウェーデン系
- アダム・ラクスマン（ラクスマン） - 軍人